# Griekse Unie van Roemenië
De Griekse Unie van Roemenië, Roemeens: Uniunea Elenă din România, of UER is een politieke partij in Roemenië voor de Grieken in Roemenië. Dankzij het Roemeense recht is de partij verzekerd van ten minste één zetel in de Kamer van Afgevaardigden. Er hebben al sinds de klassieke oudheid, sinds de 7e eeuw v.Chr. Grieken in het gebied gewoond, dat tegenwoordig Roemenië is. Het hoofdkantoor bevindt zich in Boekarest. De partij is aan het einde van 1898 opgericht en heeft tussen 1990 en 2020 aan verkiezingen meegedaan. Ze kregen daarbij vanzelf steeds een zetel.
Alliantie van Liberalen en Democraten · Alliantie voor de Unie van Roemenen · Democratisch-Liberale Partij · Democratische Unie van Hongaren in Roemenië · Groot-Roemeniëpartij · Humanistischekrachtpartij · Nationale Democratische Partij · Nationaal-Liberale Partij · Nationale Christen-Democratische Boerenpartij · Nationale Unie voor de vooruitgang van Roemenië · Nieuwegeneratiepartij · Nieuwe Republiek · Noua Dreaptă · M10 · Partij Verenigd Roemenië · Red Roemenië-Unie · Roemeense Sociale Partij · Sociaaldemocratische Partij · Partijen van etnische minderheden · Volksbewegingspartij